# 格拉斯霍姆岛
格拉斯霍姆岛（英語：Grassholm，威爾斯語： 或 ）是位于英国威尔士彭布罗克郡斯科默岛西部海域的一座无人小岛，距彭布罗克郡海岸约13千米。该岛是英国最大海鸟北方塘鹅的重要栖息地，每年春季约有3.6万对塘鹅来到岛上产蛋、孵化后代。自1947年起该岛归属于英国皇家鸟类保护协会所有。